# Mitopernoides variabilis
Genre
Espèce
Mitopernoides variabilis, unique représentant du genre Mitopernoides, est une espèce d'opilions laniatores de la famille des Gonyleptidae.

## Distribution
Cette espèce est endémique de l'État de São Paulo au Brésil. Elle se rencontre vers Ubatuba.

## Description
La femelle syntype mesure 6,5 mm.

## Publication originale
- Soares, 1945 : « Opiliões de Ubatuba coligidos pelo sr. A. Zoppei. » Boletim da Indústria Animal, vol. 7, no 1/2, p. 85–96.